# Zbór luterański w Raniżowie
Zbór luterański w Raniżowie – były zbór luterański założony przez kolonistów józefińskich na mocy Patentu Tolerancyjnego, krótko po jego wydaniu, w Raniżowie.

## Historia
W procesie kolonizacji józefińskiej w latach 80. XVIII wieku w widłach Wisły i Sanu powstało kilkanaście miejscowości. Część kolonistów było wyznania ewangelicko-augsburskiego, a jedną z założonych przez nich kolonii był Ranischau na obszarze wsi Raniżów (w 1783). Krótko po wydaniu Patentu Tolerancyjnego i osiedleniu się kolonistów zawiązał się tu zbór luterański, który w strukturze Kościoła ewangelickiego austriackiej Przedlitawii należał do powstałej w 1784 superintendentury morawsko-śląsko-galicyjskiej, a od 1804 do superintendentury lwowskiej i jej senioratu zachodniego. Parafia obejmowała swym zasięgiem cały cyrkuł rzeszowski. Niewiele później zawiązał się zbór filialny w Kamieniu (niem. Steinau). Nowy drewniany dom modlitwy w Raniżowie poświęcony został w 1834, a w Kamieniu nową świątynię wybudowano w 1867. Niewielka drewniana kaplica została wybudowana w kolonic Sulichów (Sulechów) na terenie wsi Krawce. Według schematyzmu kościelnego z 1875 roku zbór zrzeszał 1146 ewangelików (1114 wyznania augsburskiego i 32 helweckiego), z czego 214 w samym Raniżowie, a wraz z miejscowościami bezpośrednio podległymi 455, zaś gmina filialna w Kamieniu 691. Pastorem był Paweł Cholewa z Ustronia na Śląsku. Na terenie zboru znajdowały się dwie szkoły ewangelickie: w Raniżowie i Kamieniu. Po upadku Austro-Węgier zbór przystąpił do samodzielnego Kościoła Ewangelickiego Augsburskiego i Helweckiego Wyznania w Małopolsce i jego senioratu zachodniego. W drugiej połowie lat 30. XX wieku zbór zaliczał się do najmniejszych liczebnie, zrzeszał jedynie 79 osób. Zbór przestał praktycznie funkcjonować w związku z wydarzeniami II wojny światowej, kiedy to zborownicy zostali przesiedleni w 1942 przez okupantów w okolice Mielca a stamtąd do Niemiec.